# 守谷市立大野小学校
守谷市立大野小学校（もりやしりつ おおのしょうがっこう）は、茨城県守谷市野木崎に所在する市立小学校。創立100年を超え、守谷市内でも古い歴史を持つ小学校の一つである。名称は当校所在地の地名である野木崎と、隣接する大柏の頭文字から取ったもので、明治の大合併で誕生した大野村に由来する。

## 沿革
- 1873年（明治6年） 野木崎、大柏、立沢で学区連合を作り、野木先村の医王寺に勧行院小学校開校。
- 1875年（明治8年） 野木崎小学校に改称。
- 1890年（明治23年） 大野尋常小学校に改称。
- 1911年（明治44年） 大野村大野尋常高等小学校に改称。
- 1919年（大正8年） 現在地に新築移転[1]。
- 1941年（昭和16年） 大野村大野国民学校に改称。
- 1947年（昭和22年） 大野村大野小学校に改称。
- 1955年（昭和30年） 守谷町との合併により、守谷町立大野小学校に改称。
- 2002年（平成14年）2月2日 市制施行により、守谷市立大野小学校に改称。

## 教育目標
『生き生きと意欲的に活動する児童の育成(人間性豊かな子ども) 』

## 学区
- 守谷市
  - 野木崎
  - 大柏（黒内小学校の通学区域の下ケ戸の一部を除く。）

当地域は市内でも特に緑の色濃い地域であり、常総ニュータウン南守谷が隣接する。当小学校を卒業し、市立中学校に進学する場合は進学先は守谷中学校となる。

## 交通
- コミュニティバス｢モコバス｣Aルート「大野小学校前」下車徒歩1分
- コミュニティバス｢モコバス｣Bルート「さとうクリニック前」下車徒歩5分